# Ali Haddad
Pour les articles homonymes, voir Haddad.
Ali Haddad, né le 27 janvier 1965 à Azzefoun (wilaya de Tizi Ouzou) en Algérie, est un dirigeant d'entreprise algérien, fondateur et PDG du Groupe ETRHB Haddad, et président du Forum des chefs d'entreprises (FCE) du 27 novembre 2014 au 28 mars 2019.
Ali Haddad est classé par Forbes dans le top 5 des personnalités les plus riches d’Algérie (2018).
Il est arrêté en mars 2019 et condamné à des peines de prison pour diverses affaires de corruption.

## Historique
En 1983, Ali Haddad suit une formation de TS (technicien supérieur) en génie civil à Oued Aissi (Tizi Ouzou). Parallèlement à ses études, il se lance dans les affaires en achetant avec ses frères un petit hôtel dans sa ville natale d’Azeffoun, dénommé Le Marin. À la sortie de ses études en août 1988, il lance la société de BTP ETRHB avec un capital social d'un million de dinars, soit environ 6900 euros,.

### Développement du groupe ETRHB
Le premier contrat d'envergure pour Ali Haddad tombe en 1993, lorsqu'il décroche la réalisation d'un tronçon de route nationale dans la région de Tizi Ouzou pour 93 millions de dinars, soit 930 000 euros. En 1998, il s'associe à la Sonatram pour lancer les travaux de rénovation du port d’Azeffoun, et l'entreprise devient alors un groupe réunissant plusieurs métiers de la construction.
En 2002, ETRHB est devenue la plus grande entreprise privée de travaux publics en Algérie. ETRHB intervient sur le projet d’assainissement de la ville d'Azazga, investit dans la construction de 2 usines de tuyaux en béton précontraint, assure la construction d'un tronçon de 73 km de l'autoroute Est-Ouest, et 65km de la rocade sud d'Alger. Le groupe participe aux grands projets de développement de l'AEP en Algérie et à plusieurs travaux ferroviaires. La construction d'une cimenterie d'une capacité d'un million de tonnes par an est lancée, ainsi qu'une raffinerie de bitume.
En 2010 et 2011, associé à l'Espagnol FCC, ETRHB remporte les contrats de la nouvelle ligne ferroviaire entre Tlemcen et Akid Abbes en Algérie (66 km, 34 viaducs, 9 tunnels) et de la ligne à sens unique Relizane-Tiaret-Tissemsilt (185 km).

### Diversification et internationalisation
La filiale BPH du groupe (Bitumes et Pétroles Haddad) est lancée en 2003. La branche automobile, Savem Spa, est lancée en mars 2006. En Algérie, Savem Spa assure la distribution de Toyota, et l'assemblage des camions Astra depuis 2018.
En janvier 2009, le groupe d'Ali Haddad lance le groupe Média Temps Nouveaux, sa filiale média qui édite Le Temps d'Algérie (quotidien francophone lancé le 12 janvier 2009) et Waqt El Djazaïr (quotidien arabophone lancé le 24 février 2009). La web-TV Dzaïr est lancée en août 2011. Dzaïr TV, chaîne généraliste diffusée 24/24 par satellite, est lancée en mai 2013 (ses journaux d’information sont en arabe, kabyle et français), et sa petite sœur Dzaïr News est lancée le 18 mai 2014.
En 2010, Ali Haddad rachète le club de football USM Alger et en prend la présidence. Le club se modernise et s’adapte à la professionnalisation du monde du football en Algérie à partir de 2011.
En 2011, Ali Haddad rachète l'hôtel El Palace à Barcelone pour 80 millions d'euros. En avril 2016, il fait l'acquisition, toujours à Barcelone, du Gran Hotel La Florida et de l'Hôtel Miramar Barcelona. Ces propriétés viennent bâtir l’empire hôtelier d'Ali Haddad, déjà composé de l'hôtel Le Marin dans la ville d'Azeffoun, devenu un grand complexe hôtelier depuis son ouverture à la fin des années 1980.
En juillet 2015, il propose un projet de reprise d’Air Méditerranée, alors en faillite. En novembre 2016, Ali Haddad annonce que son groupe se lance dans la production de ciment.

### Présidence du FCE
Le 27 novembre 2014, Ali Haddad est nommé à la tête du Forum des chefs d'entreprises (FCE). Le FCE fédère le principal réseau national de dirigeants d'entreprise et assure leur représentation dans le processus démocratique algérien. Le FCE représente 4.000 membres, 7.000 entreprises et 300.000 employés (2018).
Sous la présidence d'Ali Haddad, le FCE s'impose comme un partenaire des pouvoirs publics et une force de proposition animant les débats nationaux autour de l'économie. Ali Haddad plaide pour l'accélération des réformes structurelles dans le cadre d'un processus global de la transition économique. En juillet 2015, une délégation du FCE conduite par Ali Haddad est reçue par le Premier ministre de l'époque Abdelmalek Sellal pour lui remettre un rapport portant sur l'émergence de l'économie nationale. En novembre 2017, Ali Haddad participe au Transatlantic Economic Forum à Washington et y évoque les opportunités industrielles sur la nouvelle autoroute Est-Ouest. En février 2018, le FCE signe un mémorandum d'entente avec le Medef pour accroître les axes de coopération économique entre l'Algérie et la France.
En 2018, Ali Haddad lance le processus de transformation du statut du Forum des chefs d'entreprises d'association à celui de syndicat, un changement qui permet au FCE de siéger au conseil d'administration de structures publiques importantes (CNAS, CACOBATPH) ainsi qu'au Bureau international du travail de l'ONU,. Il crée la Jil'FCE qui réunit les membres de moins de 40 ans, et la Fondation FCE destinée aux actions de solidarité. Il annonce la construction prochaine du nouveau siège du FCE, ainsi que d'une école de formation.
En mars 2019, dans le cadre des manifestations de 2019 en Algérie, il est interdit de sortie du territoire algérien. Il démissionne de la présidence du FCE le 28 mars,.

### Condamnations
Le 31 mars 2019, Ali Haddad a été arrêté aux environs de 3h du matin, au niveau du poste-frontière d'Oum Teboul, alors qu'il semblait tenter de fuir vers la Tunisie. Il est remis au Centre territorial de Recherche et d'investigation (CTRI) de la wilaya d'El Tarf.
Il possédait sur lui notamment un passeport britannique, des coupures en dollars et en euros.
Pour Le Monde, sa situation est « en passe de symboliser la chute brutale de la « maison des Bouteflika » », avec laquelle il entretient des liens, notamment Saïd Bouteflika, le frère de l'ancien président.
Le 3 avril, au lendemain de la démission de Bouteflika, Ali Haddad est placé sous mandat de dépôt par le tribunal de Bir Mourad Raïs et est détenu à la prison d'El-Harrach jusqu'à son procès,.
Le 3 juin, 18 mois de prison ferme sont requis à son encontre pour « faux ». Le 17 juin, il est condamné à six mois de prison ferme.
Le 10 décembre, il est condamné à sept ans de prison pour l'affaire du financement de la campagne présidentielle de Bouteflika, peine ramenée à quatre ans en appel.
Le 1er juillet 2020, Ali Haddad est condamné à 18 ans de prison ferme et d’une amende de 8 millions de dinars algériens pour corruption. Le tribunal de Sidi M'Hamed a ordonné la confiscation de tous ses biens en Algérie et à l'étranger dont sa société ETRHB Haddad, ses comptes en banques et ses immeubles.
Le 29 décembre 2021, il est condamné à 18 mois de prison pour « faux et usage de faux » dans une affaire de surfacturation et de perception d’indus avantages au port d’Oran. En 2022, ses biens sont confisqués.
Dans le cadre du financement de la campagne électorale en vue d'un cinquième mandat pour d'Abdelaziz Bouteflika, il est poursuivi pour « blanchiment d'argent, dissipation de produits de crime » et est à nouveau condamné le 6 juin 2022 à une peine de quatre ans de prison.

## Polémiques
Dans le cadre des Panama Papers, il est cité comme bénéficiaire économique d’une compagnie enregistrée par Mossack Fonseca en novembre 2004 aux îles Vierges britanniques, Kingston Overseas Group Corporation (KOGC).

## Vie privée
Ali Haddad est père de trois enfants. Il est proche de Saïd Bouteflika, frère du président de la République, et d'Abdelmalek Sellal, ex-Premier ministre algérien.

## Distinctions
- 2018 : Top 100 des personnalités les plus influentes en Afrique par le magazine New African[46]
- 2007 : Médaille du Mérite industriel décernée par la Fondation de l’industrie nationale algérienne[18]